# Ucieczka Saula
Ucieczka Saula – dziewiąty (a ósmy studyjny) album polskiego, alternatywnego wykonawcy Limboskiego, wydany 25 października 2019 przez Agencję Muzyczną Polskiego Radia.

## Lista utworów
Opracowano na podstawie materiału źródłowego.
| Nr  | Tytuł utworu                  | Długość |
| --- | ----------------------------- | ------- |
| 1.  | „Na statku”                   | 3:23    |
| 2.  | „Chwile”                      | 3:01    |
| 3.  | „W naszym nowym mieszkaniu”   | 6:14    |
| 4.  | „Czarna noc duszy”            | 3:53    |
| 5.  | „Kino nocne (Saul edit)”      | 3:40    |
| 6.  | „Gdzieś tam”                  | 4:16    |
| 7.  | „Czy widziałeś już tę smugę?” | 4:07    |
| 8.  | „Prośba”                      | 5:21    |
| 9.  | „Matce ziemi”                 | 4:18    |
| 10. | „Idź przez rzekę”             | 6:52    |
|     |                               | 45:05   |